# 後藤法子
後藤 法子（ごとう のりこ、1967年1月25日 - ）は、主にテレビドラマを中心に活動する脚本家。福島県須賀川市出身。所属事務所マツ・カンパニーを2010年に独立。

## 人物・経歴
- 小劇団、自主映画の裏方を経て、2000年、『バカヤロー!2000』で本格デビューを果たす。
- 大の競馬ファンとして知られており、『都市伝説の女』や『10の秘密』で競馬関係者の苗字や名前を使ったケースがある[1]。

## テレビドラマ
- バカヤロー!2000 ニッポン人の怒りが爆発する!!（2000年3月29日、日本テレビ）
- 伝説の教師（2000年4月 - 6月、日本テレビ）
- 新宿暴走救急隊（2000年10月 - 12月、日本テレビ）
- G-taste（2001年4月 - 7月、テレビ朝日）
- 嫉妬の香り（2001年10月 - 12月、テレビ朝日）
- 金曜エンタテイメント（フジテレビ）
  - 「ピッキングトリオの事件簿」（2001年11月2日）#脚本協力
  - 「温泉名物女将!湯の町事件簿2」(（2002年5月24日）
  - 「温泉名物女将!湯の町事件簿3」（2003年1月24日）
  - 「温泉名物女将!湯の町事件簿4」（2003年6月27日）
  - 「温泉名物女将!湯の町事件簿6」（2006年6月23日）
- 青に恋して! 〜サッカー通と4人の美女の物語〜（2002年5月、フジテレビ）
- マイリトルシェフ（2002年7月 - 9月、TBS）
- ブラックジャックによろしく（2003年4月 - 6月、TBS）
  - ブラックジャックによろしく〜涙のがん病棟編〜（2004年1月3日、TBS）
- 奥さまは魔女（2004年1月 - 3月、TBS）
- 新しい風（2004年4月 - 6月、TBS）
- 奥さまは魔女 クリスマスSP（2004年12月21日、TBS）
- 曲がり角の彼女（2005年4月 - 6月、関西テレビ・フジテレビ）
- DRAMA COMPLEX「警視庁特殊部隊512」（2005年11月29日、日本テレビ）
- アテンションプリーズ（2006年4月 - 6月、フジテレビ）
  - アテンションプリーズスペシャル〜ハワイ・ホノルル編（2007年1月13日）
- ドラマW「チルドレン」（2006年5月21日、WOWOW）
- エラいところに嫁いでしまった!（2007年1月 - 3月、テレビ朝日）
- 肩ごしの恋人（2007年7月 - 9月、TBS）
- ドラマW「君の望む死に方」（2008年3月30日、WOWOW）
- チーム・バチスタシリーズ（2008年 - 2011年、関西テレビ・フジテレビ）
  - チーム・バチスタの栄光（2008年10月 - 12月）
  - チーム・バチスタの栄光SPECIAL〜新たな迷宮への招待〜（2009年9月15日）
  - チーム・バチスタ第2弾 ナイチンゲールの沈黙（2009年10月9日）
  - チーム・バチスタ2 ジェネラル・ルージュの凱旋（2010年4月 - 6月）
  - チーム・バチスタSP2011〜さらばジェネラル!天才救命医は愛する人を救えるか〜（2011年1月2日）
  - チーム・バチスタ3 アリアドネの弾丸（2011年7月 - 9月）
  - チーム・バチスタ4 螺鈿迷宮（2014年1月 - 3月）
- 必殺仕事人2009 第9話（2009年3月13日、朝日放送）
- 土曜ワイド劇場（朝日放送）
  - 「遺品の声を聴く男」（2009年5月16日）
  - 「遺品の声を聴く男2」（2010年9月18日）
- 椿山課長の七日間（2009年12月19日、テレビ朝日）
- 横山秀夫サスペンス「他人の家」（2010年4月4日、WOWOW）
- 遺恨あり 明治十三年 最後の仇討（2011年2月26日、テレビ朝日）（源孝志と共作）
- オリンパスドラマスペシャル 光る壁画（2011年10月1日、テレビ朝日）
- 濃姫（2012年3月17日、テレビ朝日）
  - 濃姫II〜戦国の女たち　(2013年6月26日、テレビ朝日)
- 都市伝説の女（2012年4月 - 6月、テレビ朝日）
  - 都市伝説の女　part2(2013年10月 - 11月、テレビ朝日)
- ご縁ハンター（2013年4月、NHK）
- 金曜プレステージ　(フジテレビ)
  - 「ドラマスペシャル 鬼女」（2013年6月28日)
  - 船越英一郎殺人事件　(2018年、フジテレビ)　#脚本協力
- 銭の戦争（2015年1月  - 3月 、関西テレビ・フジテレビ）[2]
- 家族ノカタチ（2016年1月  - 3月 、TBS）
- 嘘の戦争（2017年1月 - 3月、関西テレビ・フジテレビ）[3]
- 愛を乞うひと（2017年1月11日、読売テレビ・日本テレビ）
- イノセント・デイズ（2018年3月 - 4月、WOWOW）
- チア☆ダン（2018年7月 - 9月、TBS）
- ベトナムのひかり〜ボクが無償医療を始めた理由〜（2019年1月12日、NHK）
- 10の秘密（2020年1月 - 3月、関西テレビ・フジテレビ）
- 悪女（わる）〜働くのがカッコ悪いなんて誰が言った?〜（2022年4月 - 6月、日本テレビ）
- 罠の戦争（2023年1月 - 3月、関西テレビ・フジテレビ）

## 映画
出典
- 紅〜BENI〜（1995年、Super Cool）
- 9-NINE/ナイン（2000年、ベンチャーフィルム）
- BACK STAGE/バックステージ（2001年、日活）
- ラヴァーズ・キス（2003年、東北新社）
- チルドレン（2006年、WOWOW）
- ホームレス中学生（2008年、東宝）
- 神様のカルテ（2011年、東宝）
- 神様のカルテ2（2014年、東宝）
- チーム・バチスタFINAL ケルベロスの肖像（2014年、東宝）
- 僕だけがいない街（2016年、ワーナー・ブラザース映画）
- 約束のネバーランド（2020年、東宝）